# 逢坂秀実
逢坂 秀実（おうさか ほずみ、1955年7月4日 - ）は、日本の元俳優、元声優、元振り付け師。

## 人物
劇団昴に所属した後、三ツ矢雄二主催のプロジェクト・レヴューに参加していた。また、振り付け師として初期のスタジオライフにも参加。1997年時点では引退しており、カラオケ教室の講師をしている。
声優引退後の1997年に発売されたゲーム『スーパーロボット大戦F』では、かつて『聖戦士ダンバイン』にて演じたトッド・ギネスの声を再び演じてもらうため、中原茂や平松広和が半年がかりで逢坂を探し出した。

### 後任
引退後に持ち役を受け継いだ人物は以下の通り。なお、「スーパーロボット大戦シリーズ」では逢坂がトッド・ギネスを再演している（『スーパーロボット大戦F』で収録した音源を以降の作品でも再利用している）。
| 後任     | 役名           | 作品                         | 後任の初出演                   |
| -------- | -------------- | ---------------------------- | ------------------------------ |
| 堀内賢雄 | トッド・ギネス | 『聖戦士ダンバイン』         | 総集編OVA                      |
| 森田順平 | トッド・ギネス | 『聖戦士ダンバイン』         | 『サンライズ英雄譚』           |
| 井上悟   | トッド・ギネス | 『聖戦士ダンバイン』         | 『ぱちんこCR聖戦士ダンバイン』 |
| 高瀬右光 | 三月うさぎ     | 『ふしぎの国のアリス』BVHE版 | 2005年版追加部分               |

## 出演作品
太字はメインキャラクター。

### テレビアニメ
- 戦闘メカ ザブングル（1982年、マツミ・クラム）
- 聖戦士ダンバイン（1983年、トッド・ギネス[3]）

### 劇場アニメ
- ヴイナス戦記（1989年、デスク）

### 吹き替え（アニメ）
- ドナルドと腹ペコグマ（1980年代、クマ）※旧吹き替え版
- ふしぎの国のアリス（1984年、マーチ・ヘアー〈三月うさぎ〉）※ポニー版、バンダイ版、BVHE版
- ロビン・フット（1984年、クロコダイル）※バンダイ版
- ピーター・パン（1985年、カビー、海賊）※ポニー版、バンダイ版

### ゲーム
- スーパーロボット大戦シリーズ（1997年 - 2020年、トッド・ギネス） - 10作品[注 1]

### テレビドラマ
- 気になる天使たち 第11話「翔んだ日曜日」（1981年、フジテレビ）
- ザ・サスペンス「松本清張の時間の習俗」（1982年、TBS）
- 大江戸捜査網 第630話「遊女流転! 津軽おんな恋唄」（1984年、テレビ東京）
- 遊びじゃないのよ、この恋は 第8話「娘たちの殺人事件!」（1986年、TBS）
- 誇りの報酬 第31話「狙撃者を追え!」（1986年、日本テレビ）
- 土曜ワイド劇場「千草検事シリーズ 青いカラス連続殺人」（1986年、朝日放送）

### 舞台
1981年
- ジュリアス・シーザー ザ・サード・ステージNo.2（ティティニアス）

1982年
- 椰子の葉の散る庭 昴No.25（ジョン）
- ジュリアス・シーザー 昴特別公演（ティティニアス）

1983年
- ジュリアス・シーザー 高校巡回公演（ティティニアス）
- エデン・シネマ ザ・サード・ステージNo.8（スター・ジョー）

1984年
- オイディプス王 昴特別公演
- 幽霊 ザ・サード・ステージNo.9（オスワル）

1985年
- ウィンズロウボーイ 昴No.35（ディッキー・ウィンズロウ）

1986年
- スタア ザ・サード・ステージNo.12（ジョージ・西尾）
- ウィンズロウボーイ 昴特別公演（ディッキー・ウィンズロウ）
- マクベス 昴No.40（魔女二）

### 舞台監督
1983年
- ヴァイオリンを持つ裸婦 ザ・サード・ステージNo.6

### 振付
1986年
- スタア ザ・サード・ステージNo.12

### 音楽
1983年
- ジュリアス・シーザー 高校巡回公演

1984年
- 魔女が恋を知った時 昴No.30

### その他
1995年
- アリスのワンダーランド・テイルズ(東京ディズニーランドのショー、三月うさぎの声と歌を担当)